# Anna Maria Hilfeling
Anna Maria Hilfeling, född Lange 21 april 1714 i Stockholm, död 26 maj 1783 på Romelanda Prästgård i Bohuslän, var en svensk miniatyrmålare.
Hon var dotter till en bokhandlare i Stockholm och var som ung verksam som miniatyrporträttör. Hon blev elev hos Burchardt Precht år 1722. Hon avbildade både kung Fredrik och drottning Ulrika Eleonora. 
Hon gifte sig 1739 med stadskirurgen Hilfeling och blev mor till Carl Gustav Gottfried Hilfeling, som också blev konstnär.   